# Зоннтаг, Вальтер
Вальтер Ойген Зоннтаг (нем. Walter Eugen Sonntag; 13 мая 1907, Мец, Лотарингия, Германская империя — 17 сентября 1948, Хамельн) — гауптштурмфюрер СС, врач в концлагере Равенсбрюк, военный преступник.

## Биография
Вальтер Зоннтаг родился 13 мая 1907 года в семье Петера Зоннтага, который работал секретарем в министерстве. В Меце посещал народную школу и реальное училище. После окончания Первой мировой войны его семья переехала в Саарбрюккен. С 1928 по 1932 года изучал стоматологию в университетах Мюнхена и Киля. В 1932 году сдал государственный экзамен и 25 ноября получил апробацию. В марте 1933 года получил докторскую степень по стоматологии, защитив диссертацию на тему «О лимфогранулематозе». До 1 октября 1934 года работал ассистентом в университетской клинике Киля. С 1 ноября 1934 по 30 апреля 1938 года вёл стоматологическую практику в Киле. Параллельно с изучением стоматологии с 1928 по 1938 год также изучал медицину, сдав 30 апреля 1938 года государственный экзамен. В 1943 году во время службы в концлагере Дахау написал свою вторую диссертацию «О медицинском законодательстве с 1933 года».
13 августа 1933 года вступил в НСДАП (билет № 2683413). 1 ноября 1933 года был зачислен в ряды СС (№ 257328). С 1939 по 1940 год был врачом в концлагере Заксенхаузен, где осенью 1939 года проводил эксперименты с применении газа иприта на 50 заключенных. В результате проведения опыта на теле людей появились большие болезненные волдыри, похожие на те, что возникают при ожогах. В своих отчетах Зоннтаг назвал применение боевого отравляющего вещества «вакцинацией», а поражённые участки кожи «местами вакцинации».
Со 2 мая 1940 по 18 декабря 1941 года был главным врачом концлагеря Равенсбрюк. В Равенсбрюке проводил смертельные инъекции с введением фенола. Зоннтаг издевался над женскими узницами, в частности, бил их плетью по лицу и гноящимся ранам. Во время «медицинского осмотра» женщины представали перед ним обнаженными и подвергались избиениям. Зоннтаг также участвовал в проведении селекции узников. 21 июля 1941 года женился на служившей в концлагере Равенсбрюк Герде Вайанд.
С 18 декабря 1941 по 24 сентября 1942 года служил войсковым врачом в 3-й танковой дивизии СС «Мёртвая голова» на Восточном фронте. С 27 августа по 23 сентября 1942 из-за проблем с сердцем находился в госпитале СС в Риге. С 24 сентября 1942 по 14 июля 1943 года лечился в госпитале СС в Дахау. С 14 июля 1943 по 25 апреля 1944 года работал в госпитале СС в Бад-Наухайме. С 25 апреля 1944 года служил в 4-м охранном батальоне СС, дислоцированном в Ямлице, филиале концлагеря Заксенхаузен. В июле 1944 года снова работал в госпитале СС в Бад-Наухайме. С 20 сентября 1944 года и до марта 1945 года его последним местом службы был госпиталь СС в Бледе.
В конце войны был арестован британскими войсками и летом 1945 года помещён в лагерь для интернированных в Граце. В британском заключении в качестве зубного врача обслуживал заключенных и мог свободно передвигаться. 10 апреля 1947 года был переведён в Минден, где был заключён в одиночную камеру. 16 июля 1947 года был доставлен в лагерь для военнопленных в Гамбурге. 4 июня 1948 года на четвёртом Равенсбрюкском процессе за избиения, пытки и убийства женщин в лагере был приговорён к Смертной казни через повешение. В начале августа 1948 года Зоннтагу удалось привлечь на свою сторону кардинала Йозефа Фрингса, который выступал против исполнения смертной казни. В суде в качестве защитника мужа выступила его жена, которая, как и брат Зоннтага, искала свидетелей защиты для своего мужа. Прошение о помиловании, написанное 22 июля, в котором Зоннтаг заявил, что «никогда сознательно не причинял вреда заключенным», было отклонено. 15 сентября 1948 года он был переведён в тюрьму города Хамельн. 17 сентября приговор был приведён в исполнение.